# Apeadeiro de Lapa
O Apeadeiro de Lapa é uma gare da Linha do Vouga, que serve os lugares de Lapa de Cima e Lapa de Baixo, na freguesia de São Paio de Oleiros, no Distrito de Aveiro, em Portugal.

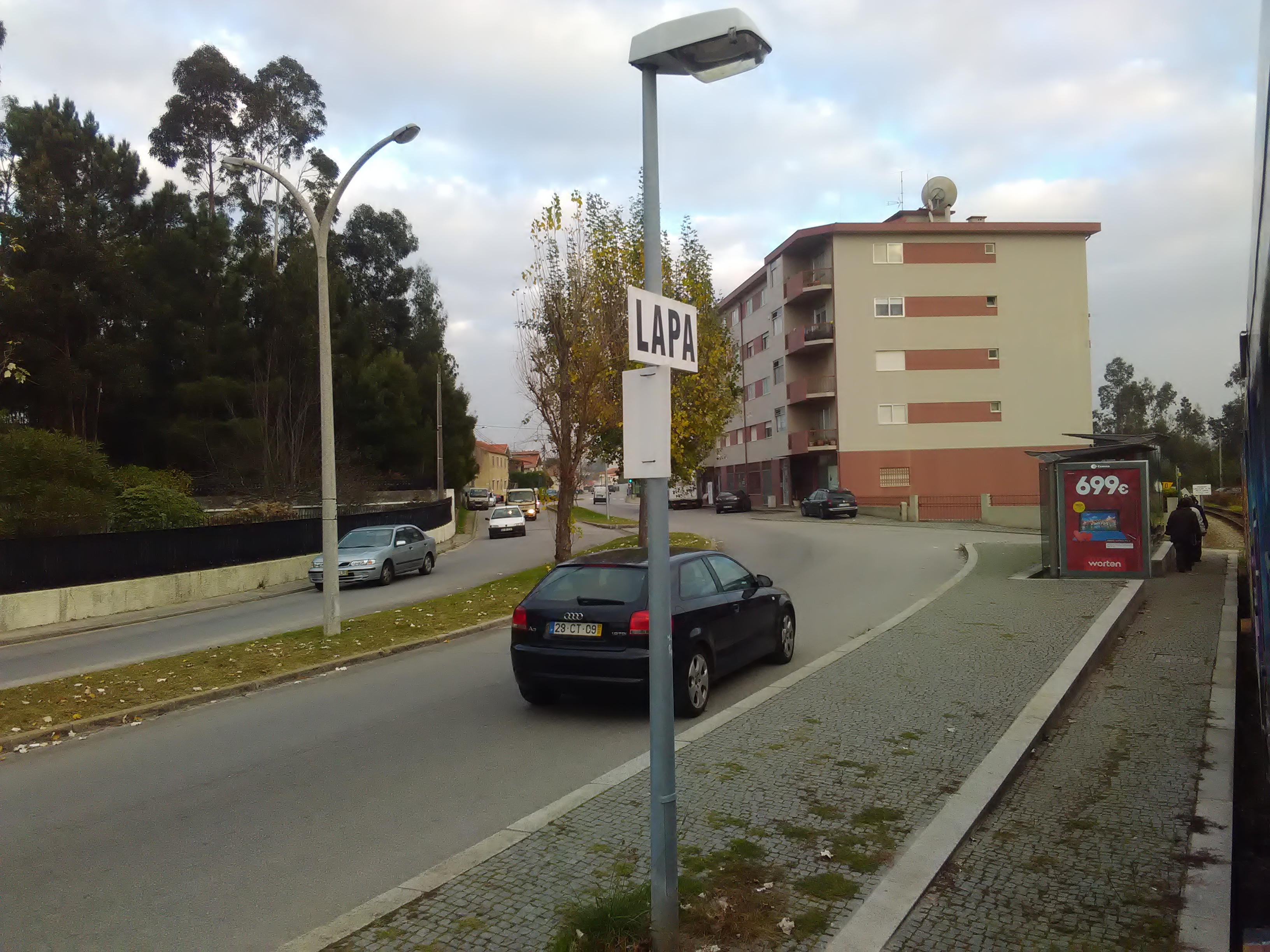
O apeadeiro da Lapa, em 2016.

## Descrição

### Localização e acessos
Este apeadeiro situa-se na Rua do Peso, junto aos entroncamentos com esta das ruas da Lapa de Cima e da Lapa de Baixo. A plataforma, com respetivo abrigo, situa-se do lado és-nordeste da via (lado esquerdo do sentido ascendente, para Viseu); no lado oposto estende-se a Urbanização do Engenho Velho.

### Serviços
Em dados de 2022, esta interface é servida por comboios de passageiros da C.P. de tipo regional, com oito circulações diárias em cada sentido, entre Espinho-Vouga e Oliveira de Azeméis.

## História
Este apeadeiro situa-se no troço entre as Estações de Espinho e Oliveira de Azeméis, que foi inaugurado em 21 de Dezembro de 1908. Não consta ainda dos horários da Linha do Vouga em 1913, tendo sido criado posteriormente: Em 1985, este interface era ainda um ponto de paragem na linha, com infraestrutura mínima, sem plataformas nem abrigo para os passageiros — que foram mais tarde edificados.